# Ендре Хегедюш
Ендре Хегедюш (на унгарски: Hegedűs Endre) е унгарски пианист и музикален педагог, носител на наградите „Кошут“ и „Ференц Лист“.

## Биография
Ендре Хегедюш е роден на 16 септември 1954 г. в Ходмезьовашархей, Унгария. Започва обучението си в Основното музикално училище ”Ференц Лист” в родния си град като ученик на преподавателката по пиано Палне Ковач. След зрелостния изпит през 1973-та е приет в Музикалната академия „Ференц Лист“, където през 1980 г. се дипломира в специалностите „пиано“ и „педагогика“.
След дипломирането си често посещава майсторските класове на Бруно Леонардо Гелбер и Тамаш Вашари. Печели десет международни конкурса за пиано: първо място на конкурса Rina Sala Gallo в Монца и на Международния клавирен конкурс „Рахманинов“ в Морконе, Италия. Печели второ място на Международния клавирен конкурс в Сидни, Австралия, и на конкурса Scala Dino Ciani в Милано.
От 1999 г. в продължение на 12 години Хегедюш преподава пиано и камерна музика в Педагогическия институт към Музикалната академия. Като солист и камерен изпълнител редовно се изявява в Унгария и чужбина. Излизал е пред публика повече от 2300 пъти. Той се представя с голям успех в много държави в Европа, както и в Австралия, Япония, Южна Корея, Канада и САЩ. През изминалите години унгарските обществени телевизии правят седемнадесет концертни записа на живо, а през 1997 г. японската държавна телевизия излъчва едночасова програма с откъси от концертите му в Токио.
Хегедюш и съпругата му често изпълняват произведения за четири ръце и две пиана, както в Унгария, така и в чужбина.

## Награди, отличия
- Rina Sala Gallo, Монца – първо място (1981)
- Международен клавирен конкурс, Сидни – Второ място (1982)
- Конкурс Dino Ciani, „Ла Скала“, Милано (1986) – второ място
- Конкурс „Рахманинов“, Морконе – първо място (1987)
- Награда „Дьорд Цифра“ (1997)
- Награда „Ференц Лист“ (2000)
- Награда „Кошут“ (2014)

## Семейство
Женен за Каталин Хегедюш. Имат три деца: Мартон (1986), Ана (1989) и Берталан (1991).

## Езикови познания
Ендре Хегедюш говори много езици: освен унгарски той обучава студентите си на английски, немски, италиански и японски, както в Унгария така и в чужбина.